# Fobie
Fobie (z řeckého slova „fobos“) je úzkostná porucha charakterizovaná chorobným strachem ze situací, lidí či objektů. Tento strach může být ochromující. Výrazně narušuje běžné fungování a může zasahovat do každodenního života. Pouhé pomyšlení na fobickou situaci může vyvolat úzkost. Postižený si nesmyslný strach plně uvědomuje, ale není schopen ho vlastní vůlí potlačit. Je známo přes pět set druhů.

## Význam
Úzkost a strach prožil každý z nás. Mají ochranný význam. Úzkost a strach se liší: strach je určitou odpovědí na konkrétní nebezpečí. Úzkost naopak je nepříjemný emoční stav, jehož příčinu není možné definovat. Strach trvá pouze po dobu hrozícího nebezpečí. Intenzita strachu je různá, od lehkého neklidu až po stav masivního prožitku strachu. Ten, kdo trpí těžkou fobií, se při záchvatu paniky bojí o svůj život.
Výsledkem je typické vyhýbání se situacím, které úzkost vyvolávají, nebo jejich velmi obtížné překonávání. Úzkost je přítomna nejen při vystavení se takové situaci či objektu, ale i při očekávání (anticipaci). Tomu říkáme úzkost z očekávání, tedy anticipační úzkost.
Pro člověka trpícího fobií je obtížné kontrolovat úzkost a vyhýbavé chování, ačkoliv to může výrazně ovlivnit jeho fungování v běžném životě i fyzické zdraví (hlavně v případě aichmofobie). Fobie člověku velmi znepříjemňuje život, nedovolí mu dělat některé běžné věci nebo ho nutí vykonávat aktivity, které by jinak nedělal.
Počátek fobie bývá v dětství (v dospělosti může spontánně odeznít). Příčinou může být vrozená úzkostnost (30–40 % případů), traumatický zážitek aj.

## Příznaky
Příznaky se začnou objevovat při setkání s faktorem vyvolávajícím úzkost, v očekávání situace či při pomyšlení na situaci nebo objekt, příp. při pohledu na fotografii atp. Příznaky lze rozdělit na psychické a fyzické.

### Psychické příznaky
- úzkost
- pocit ohrožení
- napětí, neklid
- strach ze ztráty sebekontroly
- obava ze ztráty vědomí
- obava ze smrti.

### Tělesné příznaky
- bušení srdce, zrychlený puls
- chvění se či třes
- pocení
- sucho v ústech
- obtížné dýchání
- bolesti na hrudníku
- víření v břiše
- nevolnost (nauzea)
- bolest hlavy
- závrať
- návaly horka nebo chladu
- pocity znecitlivění nebo mravenčení
- červenání.

## Příčiny fobie
- Fobie mohou vznikat v dětství (s přibývajícím věkem se mohou zmírňovat nebo zcela vymizet);
- psychické trauma nebo posttraumatická stresová porucha;
- vrozená úzkostnost
- dotyčný slyší o traumatické zážitku jiného člověka (napadení, nehoda, vážné zranění, úmrtí);[zdroj?]
- nezájem rodičů[zdroj?]
- fyzické nebo sexuální zneužívání v dětství (což způsobuje i jiné psychické poruchy)[zdroj?]

Riziko vzniku fobie se zvyšuje, pokud jeden z rodičů trpí fobií.[zdroj?]

## Příklady fobií
- Sociální fobie je porucha charakterizovaná strachem ze zkoumavých pohledů, který později vede ke strachu ze styku s lidmi. Vyskytuje se přibližně stejně často u mužů i u žen. Začátek je nejčastěji v období puberty. Jedinci se sociální fobií mají nepřiměřený strach z běžných sociálních situací, jako např. mluvení na veřejnosti, telefonování, přijímání návštěv, představování, jídlo na veřejnosti apod. V obávané situaci dochází ke zrudnutí, třesu, strachu ze zvracení, a proto se postižení těmto situacím vyhýbají. Mívají potíže s nízkým sebevědomím a sebehodnocením. Sociální fobie se od běžné trémy liší tím, že výrazně narušuje výkonnost postiženého a jeho sociální adaptaci. Mírná forma nebrání lidem v běžném pracovním zařazení. Při těžších formách postižení často mění zaměstnání, aby se vyhnuli obávaným situacím. Porucha, pokud není léčena, obvykle trvá celý život, ale s přibývajícím věkem se může zmírňovat.
- Specifické neboli izolované fobie – Jsou skupinou poruch, u kterých je strach vyvolán určitými dobře definovatelnými situacemi nebo objekty, které běžně nejsou nebezpečné. Rozeznáváme stovky specifických fobií[6].
  - Diagnostická kritéria specifické fobie – Podmínkou pro diagnózu specifické fobie jsou následující příznaky:[7]
    - nepřiměřený strach z určitého objektu nebo situace a vyhýbání se tomuto objektu nebo situaci. Přitom nesmí jít o objekt nebo situaci, které jsou zahrnuté do agorafobie nebo sociální fobie;
    - musí se vyskytnout alespoň dva příznaky úzkosti (alespoň jeden musí být z oblasti vegetativní – bušení srdce, pocení, chvění, sucho v ústech);
    - pacient si uvědomuje, že úzkost a vyhýbavé chování jsou přehnané nebo nesmyslné;
    - úzkost se neprojevuje, pokud pacient není v kontaktu s předmětem nebo situací (nebo kontakt neočekává);
    - úzkost a vyhýbavé chování nejsou následkem bludů nebo halucinací, poruch nálady, obsedantně-kompulzivní poruchy atd.

  - Míra rozšíření specifické fobie:
    - celoživotní prevalence 10 % (velmi rozšířená úzkostná porucha)
    - u mužů 4 %
    - u žen 6–7 %

  - Typy specifických fobií podle DSM-IV:
    - fobie ze zvířat (např. arachnofobie – strach z pavouků; cynofobie – strach z psů; batrachofobie – strach z obojživelníků);
    - fobie týkající se přírodního prostředí (např. akrofobie – strach z výšek, keraunofobie – strach z bouřek, blesků);
    - fobie situačního typu (např. klaustrofobie – strach z uzavřeného prostoru, agyrofobie – strach z přecházení silnice);
    - fobie z krve/injekce/zranění (např. aichmofobie – strach z jehel a špičatých předmětů);
    - ostatní.

## Léčba
Lékařská věda dokáže určit, jaké chemické děje vyvolá fobie v mozku, a navrhnout způsob léčby.[zdroj?]
- Kognitivně behaviorální terapie (zkráceně KBT) je převážně direktivní. Terapeut (zpočátku více aktivní) zaujímá roli experta, postupně však přenáší odpovědnost za průběh terapie na pacienta. KBT může pracovat také s expozicí; u silně úzkostných pacientů se pracuje s představou situace vyvolávající úzkost (např. představa, jak bude reagovat, až uvidí pavouka). KBT se zaměřuje na učení a směruje pacienta k soběstačnosti.[8]
- Expoziční terapie: Pacient je postupně vystavován obávaným situacím (začíná se od situací působících nejnižší úzkost). Technika je založena na faktu, že úzkost nemůže růst do nekonečna a po určité době začne klesat. Expozice by měla trvat dostatečně dlouhou dobu, aby došlo k poklesu úzkosti. Měla by být prováděna systematicky alespoň 1× denně, a to jak za dohledu terapeuta, tak samostatně. K náročnějším situacím by se mělo přecházet až po zvládnutí méně náročných situací[9] Situace, které spouštějí fobii, lze vytvořit virtuálně. Tak se může klient pod vedením terapeuta zvolna postupně zbavovat hrůzy, kterou v něm dané situace vyvolávají.[3]
- U některých druhů fobie lze podávat léky, které potlačují úzkost (anxiolytika), příp. antidepresiva.[10]
- V některých případech pomáhá tzv. léčba šokem,[zdroj?] ale může mít i opačný vliv, zejména u pacientů trpících sociální fobií.
- „Rychlá léčba fobie“ NLP (neurolingvistické programování) metodou dvojité disociace. Léčený projde procesem, který mění vzpomínku na dobu, kdy fobie vznikla.[zdroj⁠?!]

## Názvy fobií (příklady)
- ze sociálního (mezilidského) kontaktu – sociální fobie
- z klaunů – coulrofobie
- z určitých zvířat[11] – zoofobie
- z výšky – akrofobie
- z uzavřených prostorů – klaustrofobie[12]
- ze špíny – mysofobie
- z porodu (u žen) – tokofobie[13]
- z mužů (u žen) – androfobie
- z možnosti být pohřben za živa – tafefobie
- z cizinců – xenofobie
- z čísla 4 – tetrafobie
- z čísla 13 – triskaidekafobie
- z čísla 666 – hexakosioihexekontahexafobie
- z posvátných věcí – hierofobie
- z nemocí a jejich následků – nosofobie
- ze smrti – thanatofobie
- ze ztráty mobilního signálu – nomofobie
- Předsudkové a diskriminační fobie – Předsudky o určité skupině lidí. Mohou být způsobeny výchovou či traumatickým zážitkem[14]
- Biologické a chemické fobie – Jedná se spíše o přecitlivělost či alergii na něco[15].
- Strach ze zvířat a hmyzu (zoofobie) – Strach z jednoho, vice či všech živočichů[16].
- Strach ze zranění
  - z ostrých předmětů – aichmofobie[17]
  - z jehly – belonefobie
  - z krve – hematofobie
- Nepsychologické fobie
- strach/reakce na světlo – fotofobie

## Smyšlené fobie
Existence některých fobií je smyšlená, názvy jsou projevem smyslu pro humor. Mezi šířící se na internetu, ale z lékařského hlediska neexistující fobie může patřit např. anatidaefobie – strach z kachen, cenosillicafobie – strach z prázdných pivních sklenic, hipopotomonstroseskvipedaliofobie – strach z dlouhých slov, aibohphobia/eibofobie – strach z palindromů.